# Lycomorphodes heringi
Lycomorphodes heringi är en fjärilsart som beskrevs av Gottfried Christian Reich 1933. Lycomorphodes heringi ingår i släktet Lycomorphodes och familjen björnspinnare. Inga underarter finns listade i Catalogue of Life.